# Miroslava Federer
Miroslava Federer (geboren als Miroslava Vavrinec; Bojnice, Tsjecho-Slowakije, 1 april 1978) is een voormalig tennisspeelster uit Zwitserland. Ze is tegenwoordig vooral bekend als de echtgenote van Roger Federer. Ze wist geen WTA-toernooien te winnen, wel schreef ze drie ITF-toernooien op haar naam.

## Biografie

### Jeugd
Op tweejarige leeftijd emigreerde Vavrinec met haar ouders uit het huidige Slowakije naar Zwitserland. Toen ze negen jaar oud was nam haar vader Vavrinec mee naar een tennistoernooi in Filderstadt in Duitsland. Daar ontmoette ze Martina Navrátilová, zij gaf Vavrinec haar eerste racket en gaf haar tennislessen.

### Huwelijk
Tijdens de Olympische Spelen in Sydney leerde Miroslava Vavrinec de ATP-speler Roger Federer kennen; beiden kwamen uit voor Zwitserland. Zij moest in 2002 stoppen met spelen vanwege een voetblessure. Sindsdien is zij Federers manager. Op 11 april 2009 trouwden zij in besloten kring in Basel. Miroslava Federer kreeg in juli 2009 een tweeling, twee meisjes, en in mei 2014 nog een tweeling, dit keer twee jongetjes.

## Palmares

### Gewonnen ITF-toernooien enkelspel
| nr. | datum      | toernooi         | ondergrond | tegenstandster in finale | score         |
| --- | ---------- | ---------------- | ---------- | ------------------------ | ------------- |
| 1.  | 1997-03-08 | Tel Aviv         | hardcourt  | Natalie Cahana           | 6-3, 7-6      |
| 2.  | 1997-06-22 | Klosters-Serneus | gravel     | Evelyn Fauth             | 4-6, 7-5, 6-2 |
| 3.  | 1999-01-31 | Clearwater       | hardcourt  | Alina Zjidkova           | 6-0, 7-6      |

## Prestatietabel enkelspel
| Legenda | Legenda                          |
| ------- | -------------------------------- |
| g.t.    | geen toernooi gehouden           |
| l.c.    | lagere categorie                 |
| –       | niet deelgenomen                 |
| G       | uitgeschakeld in de groepsfase   |
| 1R      | uitgeschakeld in de eerste ronde |
| 2R      | uitgeschakeld in de tweede ronde |
| 3R      | uitgeschakeld in de derde ronde  |
| 4R      | uitgeschakeld in de vierde ronde |
| KF      | uitgeschakeld in de kwartfinale  |
| HF      | uitgeschakeld in de halve finale |
| F       | de finale verloren               |
| W       | het toernooi gewonnen            |
| w-v     | winst/verlies-balans             |

Vavrinec kwam in het enkelspel negen keer in grandslamtoernooien uit. Haar beste resultaat was een derde ronde op de US Open in 2001. In het dubbelspel speelde ze op geen enkel grandslamtoernooi.
| Toernooi                         | 1999  | 2000  | 2001  | 2002 | w-v     |
| -------------------------------- | ----- | ----- | ----- | ---- | ------- |
| Grandslamtoernooien              |       |       |       |      |         |
| Australian Open                  | –     | 2R    | 2R    | –    | 2-2     |
| Roland Garros                    | 1R    | 1R    | 1R    | –    | 0-3     |
| Wimbledon                        | –     | 1R    | 1R    | –    | 0-2     |
| US Open                          | –     | 1R    | 3R    | –    | 2-2     |
| winst-verlies                    | 0-1   | 1-4   | 3-4   | 0-0  | 4-9     |
| WTA Tour Championships           |       |       |       |      |         |
| WTA Tour Championships           | –     | –     | –     | –    | 0-0     |
| Premier Mandatory & Premier Five |       |       |       |      |         |
| Indian Wells                     | –     | –     | 2R    | –    | 1-1     |
| Miami                            | –     | –     | –     | –    | 0-0     |
| Rome                             | –     | –     | –     | –    | 0-0     |
| Montreal/Toronto                 | –     | –     | –     | –    | 0-0     |
| Tokio                            | –     | –     | –     | –    | 0-0     |
| Voormalige Tier I-toernooien     |       |       |       |      |         |
| Charleston                       | –     | –     | –     | –    | 0-0     |
| Moskou                           | –     | –     | –     | –    | 0-0     |
| Berlijn                          | –     | –     | –     | –    | 0-0     |
| Zürich                           | –     | –     | –     | –    | 0-0     |
| Olympische Spelen                |       |       |       |      |         |
| Olympische Spelen                | g.t.  | 1R    | g.t.  | g.t. | 0-1     |
| Statistieken                     |       |       |       |      |         |
| Totaal aantal titels             | 0     | 0     | 0     | 0    | 0       |
| Totaal winst-verlies             | 50-26 | 34-28 | 15-23 | 0-5  | 202-159 |
| Eindejaarsranking                | 103   | 88    | 111   | 917  | n.v.t.  |

N.B. "g.t." = geen toernooi, "l.c." = lagere categorie